# Su Tai-Yuan
Su Tai-Yuan (6 de julio de 1982) es un deportista taiwanés que compitió en taekwondo. Ganó una medalla de bronce en los Juegos Asiáticos de 2006, y una medalla de plata en el Campeonato Asiático de Taekwondo de 2004.

## Palmarés internacional
| Representando a China Taipéi |                          |                   |           |
| Juegos Asiáticos             |                          |                   |           |
| Año                          | Lugar                    | Medalla           | Categoría |
| 2006                         | Doha (Catar)             | Medalla de bronce | –62 kg    |
| Campeonato Asiático          |                          |                   |           |
| Año                          | Lugar                    | Medalla           | Categoría |
| 2004                         | Seongnam (Corea del Sur) | Medalla de plata  | –62 kg    |